# Keytesville (Misuri)
Keytesville es una ciudad ubicada en el condado de Chariton en el estado estadounidense de Misuri. En el Censo de 2010 tenía una población de 471 habitantes y una densidad poblacional de 233,15 personas por km².

## Geografía
Keytesville se encuentra ubicada en las coordenadas 39°25′53″N 92°56′16″O / 39.43139, -92.93778. Según la Oficina del Censo de los Estados Unidos, Keytesville tiene una superficie total de 2.02 km², de la cual 1.99 km² corresponden a tierra firme y (1.41%) 0.03 km² es agua.

## Demografía
Según el censo de 2010, había 471 personas residiendo en Keytesville. La densidad de población era de 233,15 hab./km². De los 471 habitantes, Keytesville estaba compuesto por el 98.51% blancos, el 0.64% eran afroamericanos, el 0.42% eran amerindios, el 0.42% eran asiáticos, el 0% eran isleños del Pacífico, el 0% eran de otras razas y el 0% pertenecían a dos o más razas. Del total de la población el 0% eran hispanos o latinos de cualquier raza.